# Sovljak (Bogatić)
Pour les articles homonymes, voir Sovljak.
Sovljak (en serbe cyrillique : Совљак) est un village de Serbie situé dans la municipalité de Bogatić, district de Mačva. Au recensement de 2011, il comptait 549 habitants.

## Démographie

### Évolution historique de la population
| 1948 | 1953 | 1961 | 1971 | 1981 | 1991 | 2002 | 2011 |
| ---- | ---- | ---- | ---- | ---- | ---- | ---- | ---- |
| 716  | 719  | 709  | 662  | 627  | 648  | 618  | 549  |

|  |

## Tourisme
Sur le territoire du village se trouve l'ethno-parc de Sovljak.

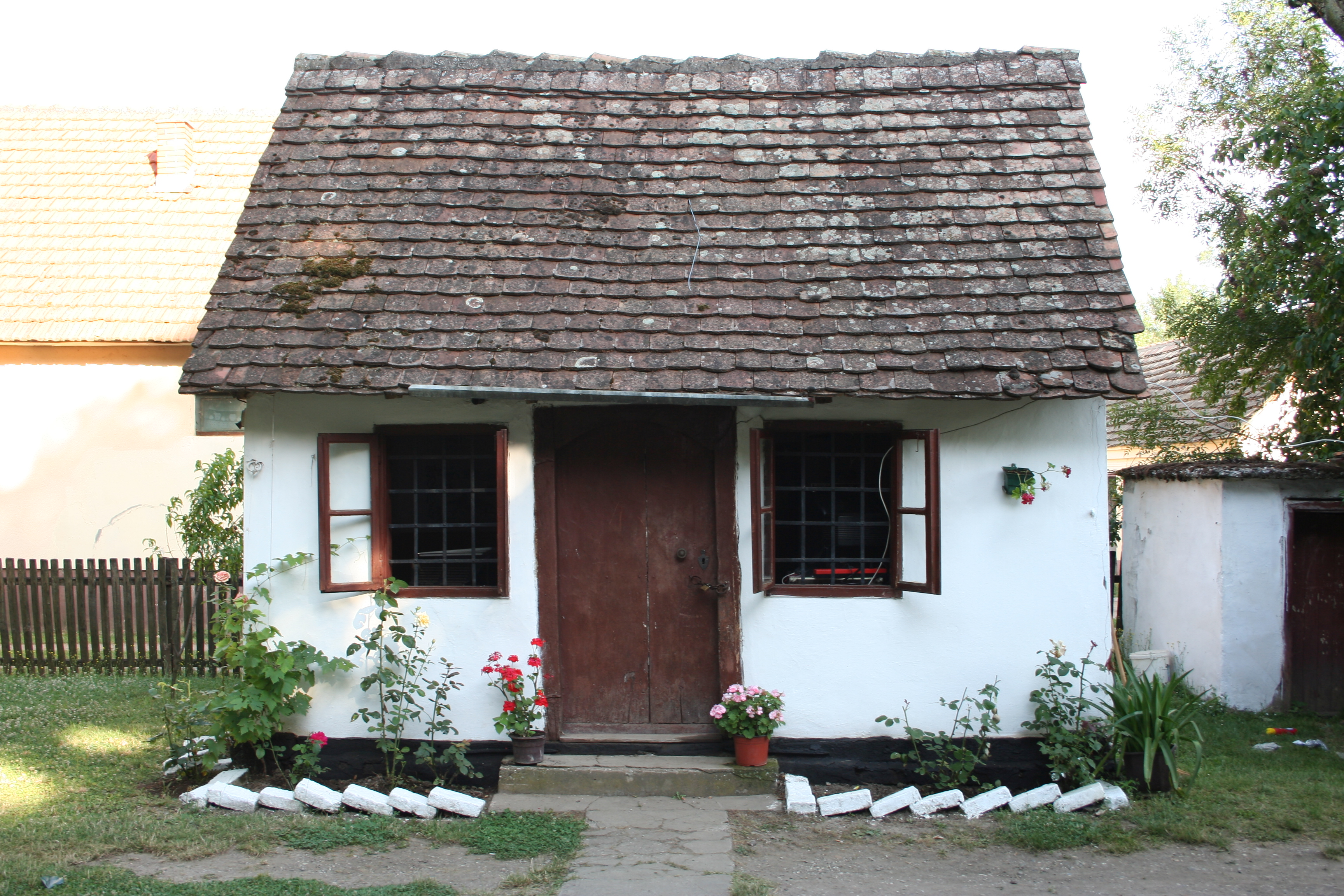
Maison ancienne
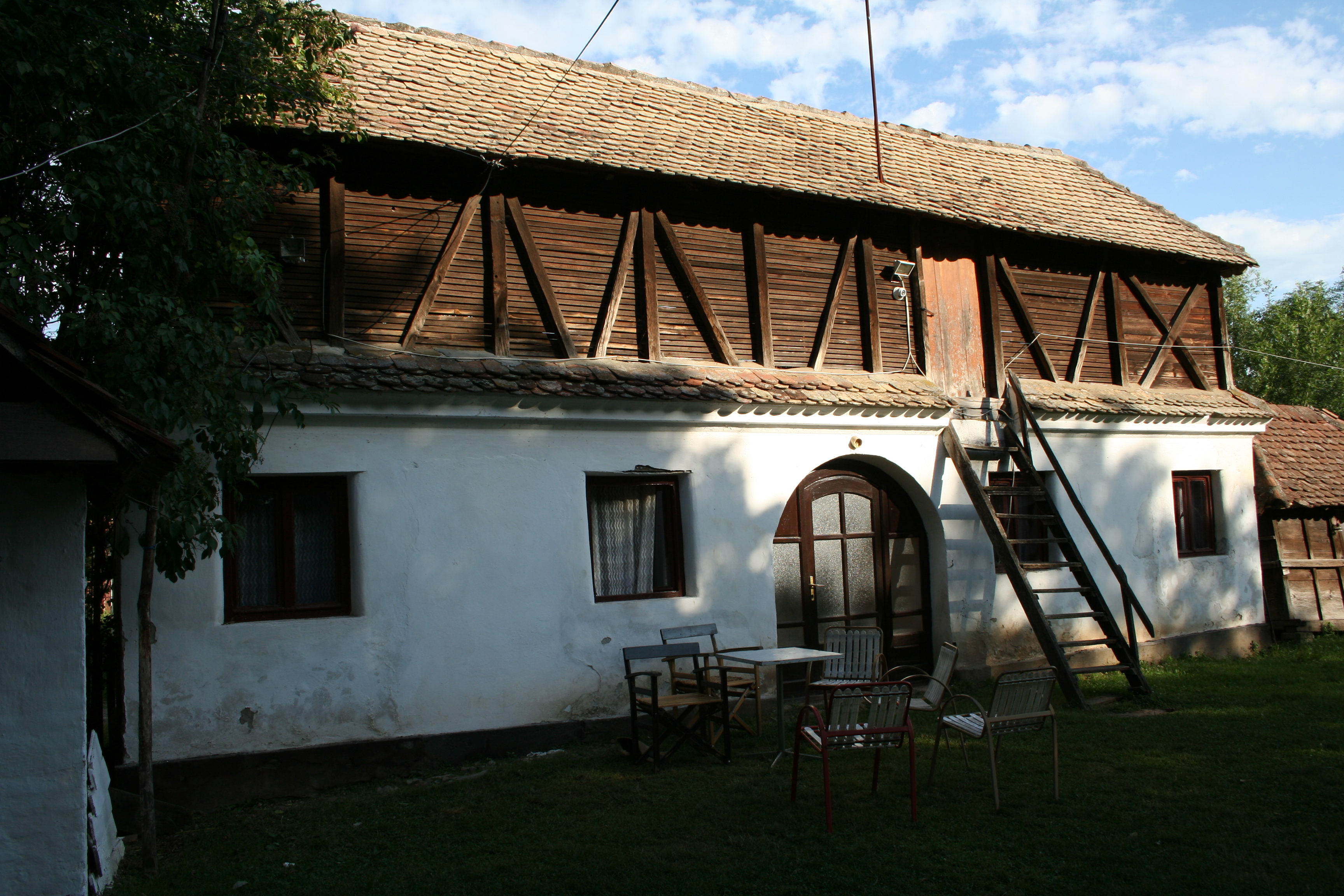
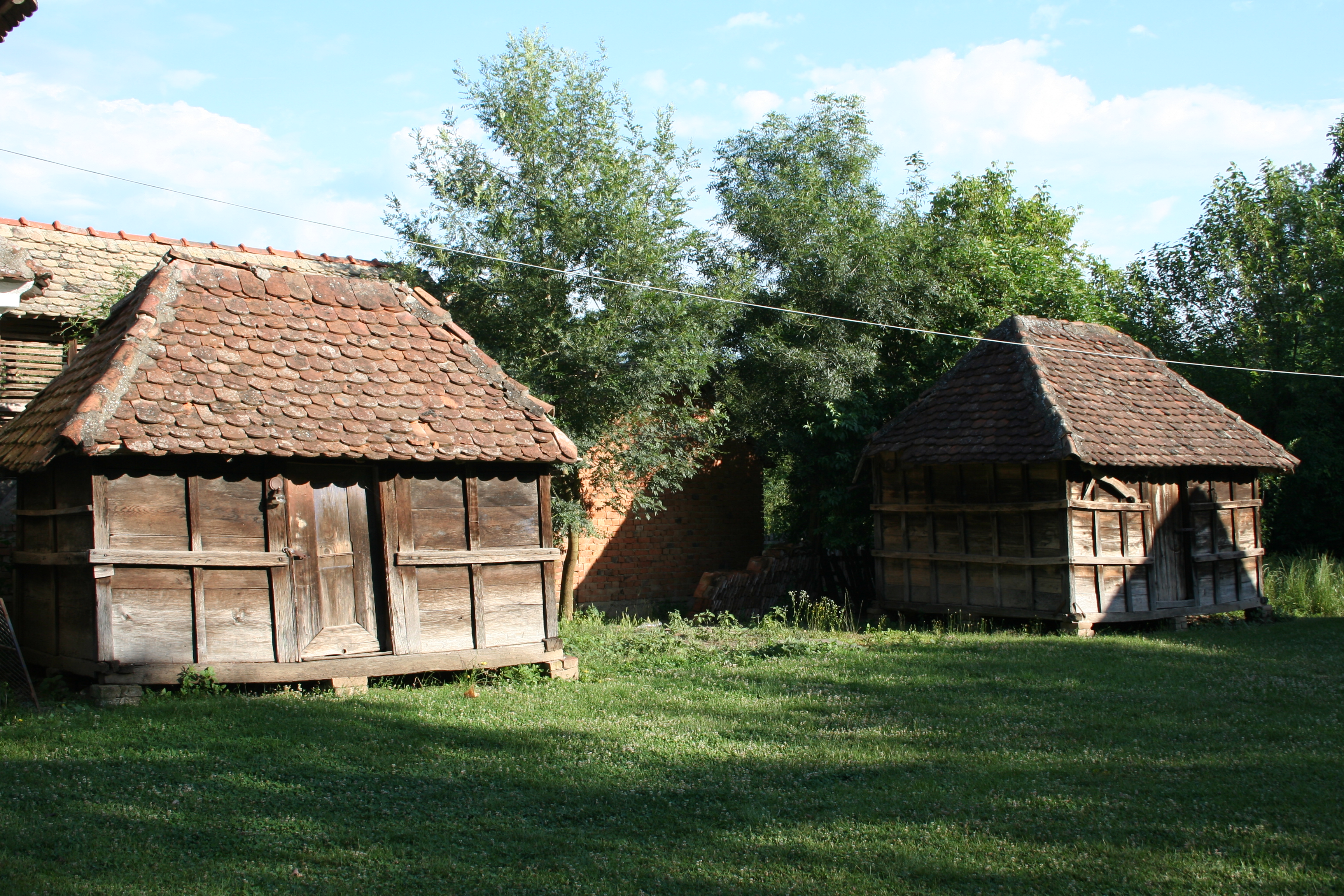
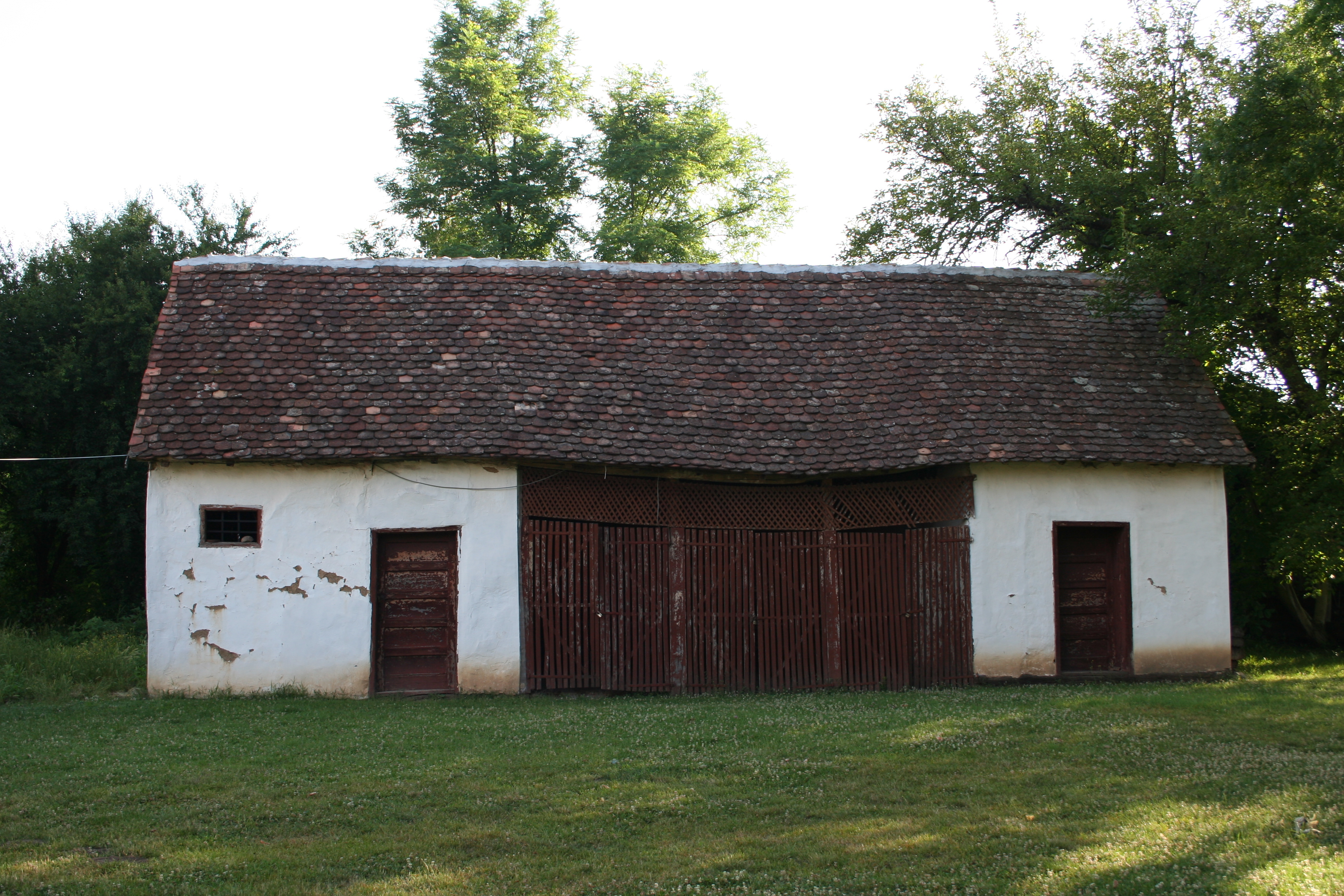